# Национальное телевидение Чили
«Национальное телевидение Чили», сокр. «TVN» (исп. Televisión Nacional de Chile) — Чилийская государственная телевизионная станция.
«TVN» была основана по указу президента Эдуардо Фрей Монтальвы; начала работу в масштабе всей стране 18 сентября 1969 года. С тех пор произошло несколько реорганизации компании, с годами сфера ее деятельности расширилась, став одной из ведущих телекомпаний Чили и Южной Америки. По закону № 17377 от 1970 года было установлено, что «TVN» должна быть государственной, автономной, плюралистической и представительной государственной службой.
Общественной миссией «TVN» было определено следующее: продвижение национальной культурной самобытности, ценностей демократии, прав человека, заботы об окружающей среде и уважения многообразия. Кроме того, «TVN» управляет программированием своих услуг в соответствии с критериями, установленными Национальным советом по телевидению (CNTV).
«TVN» считается пионером в внедрении технологических достижений в Чили. Это была первая телевизионная сеть, имевшая национальное покрытие, спутниковое вещание, цветное телевидение, стереозвук, высокое разрешение и 3D. В настоящее время «TVN» имеет высокий плюрализм в своих программах и является вторым по популярности брендом телевизионных новостей в стране.
Штаб-квартира «TVN» находится в Провиденсии, столичной области Сантьяго, и в ней работает в общей сложности 638 сотрудников. Кроме того, у «TVN» есть еще девять телецентров в стране. Компания управляется Председателем, назначаемым Президентом Республики, срок полномочий которого составляет четыре года, синхронизированный с президентским периодом. Остальные шесть членов Совета директоров назначаются три раза за период по соглашению между Сенатом и Президентом Республики на восемь лет. К ним добавляется седьмой член, избранный персоналом демократическим путем. В настоящее время председателем Национального телевидения Чили является — Ана Холигуэ, а исполнительным директором и юридическим представителем — Франсиско Хихон.

## История
Истоки телевидения в Чили берут свое начало после обнародования 28 октября 1958 года закона о телевидении 7039, который стал первым законом такого рода в этой стране. Это постановление было издано и реализовано правительством тогдашнего президента Хорхе Алессандри в связи с необходимостью регулировать только три существующих канала на национальной территории: Канал 13, Canal 9 и UCV Television, которые в то время были собственностью Католического университета.

## Программы

### Новости
- «24 horas»
  - «Tu mañana»[8]
  - «24 horas al día»
  - «24 horas central»
  - «Medianoche»

### Утреннее шоу
- «Buenos días a todos»

### Ток шоу
- «Menú : Historias a la carta»

### Игровое шоу
- «Un minuto para ganar»
- «Un minuto para ganar junior»
- «Juga2»

### Разнообразие
- «La odisea»
- «Adopta a un famoso»

### Теленовеллы
- «За тобой наблюдают» (исп. Alguien te mira) — 2007–2008
- «Дети семьи Монте» (исп. Hijos del monte) — 2008
- «Господин привязанность» (исп. El señor de la Querencia) — 2008
- «Без вести пропавшая» (исп. ¿Dónde está Elisa?) — 2009
- «Сорокалетние» (исп. 40 y tantos) — 2010–2011
- «Семья, живущая по соседству» (исп. La familia de al lado) — 2010–2011
- «Айсберг» (исп. Témpano) — 2011
- «Лабиринты Алисии» (исп. El laberinto de Alicia) — 2011
- «Эсперанса» (исп. Esperanza) — 2011
- «Здесь командую я» (исп. Aquí mando yo) — 2011–2012
- «Бедный богач» (исп. Pobre rico) — 2012–2013
- «Дама и рабочий» (исп. Dama y obrero) — 2012
- «Разведённые» (исп. Separados) — 2012–2013
- «Семья Кармона» (исп. Somos los Carmona) — 2013–2014
- «Возвращайся пораньше» (исп. Vuelve temprano) — 2014
- «Дикарка» (исп. La Chúcara) — 2014–2015